# Patrick Kos
Patrick Kos, né le 21 septembre 1986 à Alkmaar est un coureur cycliste néerlandais, spécialiste de la piste et membre de l'équipe Global CC. Il est le fils de René Kos, ancien cycliste notamment champion du monde sur piste de demi-fond en 1981.

## Palmarès sur piste

### Championnats d'Europe
- 2010
  -  Médaillé d'argent du demi-fond
- 2011
  -  Champion d'Europe de demi-fond
- 2014
  -  Médaillé de bronze du demi-fond

### Championnats nationaux
- 2003
  -  Champion des Pays-Bas de la course aux points juniors
- 2004
  -  Champion des Pays-Bas du scratch juniors

### Divers
- 2009
  - Trois jours d'Alkmaar (avec Arno van der Zwet)

## Palmarès sur route

### Par années
- 2014
  - 1re et 2e étapes du Tour du Cameroun
  - 3e du Tour du Cameroun
- 2015
  - 2e du Tour du Sénégal

### Classements mondiaux
| Année            | 2008  | 2009 | 2010 | 2011 | 2012 | 2013 | 2014 |
| ---------------- | ----- | ---- | ---- | ---- | ---- | ---- | ---- |
| UCI Africa Tour  |       |      |      |      |      |      | 52e  |
| UCI America Tour | 387e  |      |      |      | 393e |      |      |
| UCI Europe Tour  | 1139e |      |      |      |      |      |      |